# محوطه قاراداش
محوطه قاراداش مربوط به دوره اشکانیان است و در شهرستان اسفراین، بخش بام وصفی آباد، دهستان بام، ۵۰۰ متری شمال روستای آق قچ واقع شده و این اثر در تاریخ ۲۵ آبان ۱۳۸۷ با شمارهٔ ثبت ۲۳۷۵۵ به‌عنوان یکی از آثار ملی ایران به ثبت رسیده است.